# Albingambiet
Het Albingambiet is in de opening van een schaakpartij een variant van de Italiaanse opening. Het gambiet is ingedeeld bij de open spelen.
De beginzetten van het gambiet zijn: 1.e4 e5 2.Pf3 Pc6 3.Lc4 Lc5 4.c3 Pf6 5.0-0.
Eco-code C54.
De opening werd geanalyseerd door Adolf Albin, een Oostenrijkse schaker die in Roemenië werd geboren.